# Dendroides ussuriensis
Dendroides ussuriensis (лат.) — вид жуков-огнецветок из подсемейства Pyrochroinae. Распространён на юге Хабаровского и в Приморском краях, на Корейском полуострове и северо-восточном Китае. Имаго обитают на полянах в темнохвойной тайге. Длина тела имаго 12—13 мм. Тело одноцветное, светло-коричневое, в светлых волосках. Челюстные щупики, усики и ноги тёмно-бурые, основание бёдер и основание некоторых члеников усиков светло-бурые.